# 末吉紀雄
末吉 紀雄（すえよし のりお、1945年2月18日 - 2016年3月5日）は、日本の実業家。コカ・コーラウエスト元会長。福岡商工会議所元会頭。

## 来歴
福岡県中間市出身。福岡県立東筑高等学校を経て、1967年3月に西南学院大学商学部を卒業し、日米コカ・コーラボトリングに入社する。
1991年3月、北九州コカ・コーラボトリング（のちコカ・コーラウエストジャパン、コカ・コーラウエストホールディングスを経てコカ・コーラウエスト)取締役に就任する。以後、常務取締役（1995年3月）、専務取締役（1997年8月）、取締役副社長（1999年3月）を経て、2002年3月に代表取締役社長兼CEOとなる。この間、1999年には山陽コカ・コーラボトリングの合併に携わり、副社長時代の2001年には三笠コカ・コーラボトリングを子会社化した。
2005年3月にはロイヤル（現：ロイヤルホールディングス）の社外取締役を兼務した。
2006年7月に、コカ・コーラウエストジャパンの持ち株会社への移行に伴い、コカ・コーラウエストホールディングスの代表取締役CEO（2009年1月からは、商号変更によりコカ・コーラウエスト代表取締役社長兼CEO）となる。2010年1月よりコカ・コーラウエストの代表取締役会長を務めた。
2011年11月、福岡商工会議所会頭に就任する。2015年には病気療養の身となり、同年9月に会頭を退任した。コカ・コーラウエストにおいても2016年1月に相談役となる。
2016年3月5日、肺がんにより死去。